# Mando Aéreo de las Fuerzas Canadienses
El Mando Aéreo de las Fuerzas Canadienses (en inglés: Canadian Forces Air Command, abreviado como AIRCOM), también conocido por Fuerza Aérea de Canadá (en inglés: Canada's Air Force, en francés: Force aérienne du Canada) fue el elemento de fuerza aérea de las Fuerzas Canadienses. El AIRCOM es el descendiente de la Fuerza Aérea Real Canadiense (RCAF), que fue la fuerza aérea de Canadá desde su fundación en 1924 hasta el 1 de febrero de 1968. Después de 1968, la RCAF se fusionó con el Ejército Canadiense y la Marina Real Canadiense para formar las Fuerzas Canadienses, y las funciones de la fuerza aérea fueron divididas en varios nuevos mandos. El 2 de septiembre de 1975 los servicios aéreos militares de Canadá se organizaron en un único mando: el Mando Aéreo de las Fuerzas Canadienses.
El 16 de agosto de 2011 el gobierno canadiense a través del ministro de Defensa Peter Mackay, indicó que su gobierno corrigió un “error histórico”, al restaurar la denominación “Real” en la Fuerza Aérea y la Armada que desde 1968 pasaron a llamarse Mando Aéreo y Mando Marítimo respectivamente.